# Rock Torhout
Rock Torhout was van 1977 tot 1998 een Belgisch popfestival. Het was de eerste dag van het dubbel rockfestival Torhout-Werchter. Vanaf 2010 zou het festival opnieuw georganiseerd worden, maar dit ging uiteindelijk niet door.
Noël Steen en Monique Vandromme organiseerden in de streek van Brugge samen met Herman Schueremans concerten met onder andere Dire Straits, Talking Heads, Kevin Ayers, Kevin Coyne. Het muziekfestival zou in Koekelare worden georganiseerd, maar het gemeentebestuur gaf daarvoor geen toelating. Het Torhoutse stadsbestuur zag wel iets in de organisatie en gaf haar volledige medewerking. Het idee voor het festival ontstond nochtans in Koekelare, meer bepaald in café 'De Beurs' eigendom van organisator Monique Vandromme. In de jaren negentig besloot het gemeentebestuur van Koekelare om een standbeeld te plaatsen ter ere van TW en zijn organisatoren, vlak voor de deur waar het café ooit was.
De formule bestond erin dat de groepen die op zaterdag in Torhout optraden, op zondag in Werchter speelden. Het kwam er vooral op neer de promotiekosten te drukken. Bands waren ook sneller te motiveren om voor 2 optredens naar België te komen. Deze voordelen vervaagden naarmate het festival meer toeschouwers kreeg. Herman Schueremans werd programmator en promotor van het festival. Noël Steen en Monique Vandromme organiseerden in Torhout, Hedwig Demeyer in Werchter.

## Woodland
Het festival begon onder de naam "Woodland" en bleef behouden tot in de eerste helft van de jaren 80. De twee eerste jaren greep het festival plaats in een tent van 40 bij 40m. De locatie in 1977 was op Torhout Oost (Ernest Claeslaan). Wegens overmatige regenval in 1978 moest het festival uitwijken naar de industriezone (Ambachtstraat). In 1979 ging het festival voor het eerst "open air" op een nieuwe locatie ter hoogte van Groenhovebos (domein The Paddock) waar het bleef tot in 1980. De laatste locatie werd de Torhoutse flank van het Wijnendaals plateau aan de Hogestraat, een natuurlijk theater waar van op elke plaats op het terrein het podium zichtbaar was. Het "Woodland festival", later Torhout-Werchter of T/W groeide van 1.800 naar 70.000 bezoekers per festival met headliners als U2, R.E.M en Metallica.

## Pers
In de beginjaren van het festival was er weinig persbelangstelling. Pas bij het verdwijnen van Jazz Bilzen sprong HUMO op de T/W wagen. Door de centralisatie van persmensen in het Brusselse was er in het begin enkel belangstelling voor Rock Werchter. Rock Torhout werd jaren aanzien als repetitieplaats voor, en klein broertje van Werchter. Toch waren er jaren met meer toeschouwers in Torhout. Een krantenkop in De Morgen (midden de jaren 80) "Torhout beter dan Werchter" deden de persmensen massaal naar Rock Torhout afzakken. Rock Torhout greep plaats op zaterdag waardoor de recensies reeds op maandag in alle dagbladen verschenen. Verslagen uit Werchter volgden pas op dinsdag.

## Meer is minder
Vanaf de 19de editie werd het een meerdaags festival met meerdere podia. Wegens een magere opkomst en gebrek aan headliners in 1997 en 1998 hield Rock Torhout op te bestaan. Het festival ging in 1999 voor het eerst alleen in Werchter door. Feitelijk daalde het aantal toeschouwers van 130.000 op de beide festivals naar 70.000 in Werchter. Sinds 2011 haalt Rock Werchter gemakkelijk meer dan 300.000 toeschouwers, met meer dan 80.000 per festivaldag.
Rock Werchter werd in het begin van de jaren 2000 verkocht aan het Amerikaanse multinational Clearchannel.

## Bands op Rock Torhout

### 1977
Saint-James, Bintangs, Kaz Lux & Bien Servi, Philip Catherine, Jan Akkerman, Kayak, Dr. Feelgood

### 1978
Frisbee, Gruppo Sportivo, Raymond van het Groenewoud, The Runaways, Talking Heads, Dr. Feelgood, Nick Lowe, Dave Edmunds & Rockpile

### 1979
Bintangs, Kevin Coyne, Raymond van het Groenewoud & de Centimeters, Tom Robinson Band, Talking Heads, Dire Straits, Rory Gallagher

### 1980
Jo Lemaire & Flouze, Kevin Ayers, Steel Pulse, Mink DeVille, Fischer Z, The Specials, The Kinks

### 1981
T.C. Matic (enkel in Torhout), The Undertones, Toots & the Maytals (op de affiche, maar waren te laat, ze dachten dat ze in Turnhout moesten zijn en hebben niet op Rock Torhout gespeeld), Elvis Costello and the Attractions, The Cure, Robert Palmer, Dire Straits. De Kreuners openden dat jaar op Rock Werchter.

### 1982
Allez Allez, The Members, U2, Steve Miller Band, Mink DeVille, Tom Tom Club, Talking Heads, Jackson Browne

### 1983
The Scabs, Warren Zevon, John Cale, Eurythmics, Peter Gabriel, Simple Minds, U2, Van Morrison

### 1984
The Alarm, Chris Rea, Nona Hendryx, David Johansen, John Hiatt, Joe Jackson, Simple Minds, Lou Reed, Billy Bragg

### 1985
The Ramones, R.E.M., Lloyd Cole & the Commotions, The Style Council, Depeche Mode, Paul Young & The Royal Family, U2, Joe Cocker

### 1986
The Beat Farmers, The Robert Cray Band, Simply Red, Lloyd Cole & the Commotions, Talk Talk, UB40, Elvis Costello & the Attractions, Simple Minds

### 1987
Julian Cope, The Triffids, The Housemartins, Iggy Pop, Echo & the Bunnymen, The Pretenders, Eurythmics, Peter Gabriel

### 1988
10,000 Maniacs, Carmel, Los Lobos, John Hiatt, INXS, Bryan Adams, Sting

### 1989
Texas, Pixies, Tanita Tikaram, Nick Cave and the Bad Seeds, The Robert Cray Band, Elvis Costello, R.E.M., Joe Jackson, Lou Reed

### 1990
Mano Negra, De La Soul, Jeff Healey Band, Lenny Kravitz, Ry Cooder/David Lindley, Wendy & Lisa, Sinéad O'Connor, Midnight Oil, Bob Dylan, The Cure

### 1991
The Scene, Dave Stewart and the Spiritual Cowboys, Deee-Lite, Happy Mondays, Bonnie Raitt, Pixies, Iggy Pop, Paul Simon, Sting

### 1992
The Scabs, Smashing Pumpkins  (na annulatie van Pearl Jam), Extreme, Urban Dance Squad, Luka Bloom, Crowded House, Lou Reed, Red Hot Chili Peppers, Bryan Adams

### 1993
Levellers, Sugar, The Tragically Hip, Sonic Youth, The Black Crowes, Faith No More, Neil Young with Booker T & the MG’s, Lenny Kravitz, Metallica

### 1994
Clawfinger, Helmet, Grant Lee Buffalo, Therapy?, Buffalo Tom, John Hiatt, Spin Doctors, Sepultura, Rage Against the Machine, Peter Gabriel, Aerosmith

### 1995
Dit is het eerste festival waarbij een zijpodium ingevoerd werd.
- Hoofdpodium: Channel Zero, Body Count, Senser, dEUS, PJ Harvey, The Offspring, Therapy?, The Cure, R.E.M.
- Zijpodium: Jeff Buckley, Spearhead, Belly, Morphine, The Cranberries
- Campingfestival: Ben Harper, Dave Matthews Band, Soul Coughing, Weezer, The Scene, Tricky, Orbital,

### 1996
Dit festival bestond voor het eerst uit twee dagen.

#### Dag 1
- Humo Hoofdpodium: Skunk Anansie, Dog Eat Dog, Grant Lee Buffalo, Foo Fighters, Therapy?, David Bowie
- Studio Brussel Zijpodium: Meshell Ndegeocello, Fun Lovin' Criminals, Moby, Underworld, The Prodigy

#### Dag 2
- Humo Hoofdpodium: Metal Molly, Presidents of the United States of America, House of Pain, Afghan Whigs, Alanis Morissette, Sepultura, Rage Against the Machine, Red Hot Chili Peppers, Neil Young & Crazy Horse,
- Studio Brussel Zijpodium: Moloko, Moondog Jr., Pulp, Massive Attack, Radiohead, Björk,

### 1997

#### Dag 1
- Humo Hoofdpodium: Osdorp Posse, Silverchair, Placebo, Skunk Anansie, Paul Weller, Suede, David Bowie, The Chemical Brothers
- Studio Brussel Zijpodium: Reef, 16 Horsepower, Rollins Band, Daft Punk

#### Dag 2
- Humo Hoofdpodium: Channel Zero, Fun Lovin' Criminals, Supergrass, Live, Sheryl Crow, Radiohead, Jamiroquai, The Smashing Pumpkins, The Prodigy
- Studio Brussel Zijpodium: Spearhead, Zap Mama, David Byrne, Beck, dEUS

### 1998
ABN, Junkie XL, Moby, The Jon Spencer Blues Explosion, Sonic Youth, Pulp, Underworld, Reprazent ft Roni Size, Eagle-Eye Cherry, Ben Folds Five, Dave Matthews Band, Hooverphonic, Morcheeba, Tindersticks, Evil Superstars, Money Mark, Tori Amos, Garbage, Therapy?, Nick Cave and the Bad Seeds, Beastie Boys, Björk